# Bayern Monachium (koszykówka)
Bayern Monachium (niem. Fußball-Club Bayern München) – sekcja koszykarska niemieckiego klub sportowego Bayern Monachium z siedzibą w Monachium, w Bawarii. Posiada pierwszą drużynę oraz drużynę rezerw. Pierwszy zespół swoje mecze rozgrywa w Audi Dome.

## Historia
Sekcja koszykarska Bayernu powstała w 1946. W 1966 Bayern został jednym ze współzałożycieli Bundesligi, w której występował nieprzerwanie do 1974. W 2011 po wielu latach gry w niższych ligach Bawarczycy uzyskali awans do Bundesligi. Z tej okazji Bayern Monachium (towarzystwo) otrzymał dla sekcji koszykówki przed rozpoczęciem sezonu (2011/2012) od zarządzającej sekcją piłki nożnej spółki akcyjnej dywidendę w wysokości 1,5 mln euro. Oprócz uzyskania dywidendy, przedsiębiorstwo Audi (jeden z akcjonariuszy spółki akcyjnej) dokonał remontu, a następnie nabył prawa do nazwy olimpijskiej hali koszykarskiej w Monachium. Wraz z rozwojem sekcji dnia 1 października 2014 wydzielono sekcję koszykówki z osoby prawnej Fußball-Club Bayern München e. V. i przekształcono sekcję w spółkę z ograniczoną odpowiedzialnością FC Bayern München Basketball GmbH.

## Sukcesy

### Seniorzy
- Mistrzostwa Niemiec:
  -  Mistrz: 1954, 1955, 2014, 2018, 2019
  -  Wicemistrz: 2015
  -  III miejsce: 1969, 2016, 2017
- Puchar Niemiec:
  - : 1968, 2018

## Udział w rozgrywkach ligowych[5]
Poziom rozgrywek (legenda):
     pierwszy
     drugi
     trzeci
     czwarty
| Sezon     | Rozgrywki ligowe | Rozgrywki ligowe | Rozgrywki ligowe | Uwagi                                             |
| Sezon     | Liga             | Liga             | Miejsce          | Uwagi                                             |
| --------- | ---------------- | ---------------- | ---------------- | ------------------------------------------------- |
| 1987/1988 | I                | BL               | 10/12            |                                                   |
| 1988/1989 | I                | BL               | 11/12            |                                                   |
| 1989/1990 | II               | 2. BL            | 5/12             |                                                   |
| 1990/1991 | II               | 2. BL            | 5/12             |                                                   |
| 1991/1992 | II               | 2. BL            | 6/12             |                                                   |
| 1992/1993 | II               | 2. BL            | 11/12            |                                                   |
| 1993/1994 | III              | RL               | 6/?              |                                                   |
| 1994/1995 | III              | RL               | 2/?              |                                                   |
| 1995/1996 | II               | 2. BL            | 12/13            |                                                   |
| 1996/1997 | III              | RL               | 1/?              |                                                   |
| 1997/1998 | III              | RL               | 3/?              |                                                   |
| 1998/1999 | III              | RL               | 1/?              |                                                   |
| 1999/2000 | II               | 2. BL            | 12/13            |                                                   |
| 2000/2001 | III              | RL               | 1/?              |                                                   |
| 2001/2002 | III              | RL               | 3/?              |                                                   |
| 2002/2003 | III              | RL               | 4/?              |                                                   |
| 2003/2004 | III              | RL               | 1/?              |                                                   |
| 2004/2005 | II               | 2. BL            | 15/16            |                                                   |
| 2005/2006 | III              | RL               | 1/?              |                                                   |
| 2006/2007 | III              | RL               | 2/?              |                                                   |
| 2007/2008 | IV               | RL               | 1/?              | Wykupienie licencji od Düsseldorf Magics do ProA. |
| 2008/2009 | II               | ProA             | 8/16             |                                                   |
| 2009/2010 | II               | ProA             | 8/16             |                                                   |
| 2010/2011 | II               | ProA             | 1/16             |                                                   |
| 2011/2012 | I                | BL               | 5/18             |                                                   |
| 2012/2013 | I                | BL               | 4/18             |                                                   |
| 2013/2014 | I                | BL               | 1/18             |                                                   |
| 2014/2015 | I                | BL               | 2/18             |                                                   |
| 2015/2016 | I                | BL               | 3/18             |                                                   |
| 2016/2017 | I                | BL               | 3/18             |                                                   |
| 2017/2018 | I                | BL               | 1/18             | Zdobycie Pucharu Niemiec                          |
| 2018/2019 | I                | BL               | 1/18             |                                                   |

## Mecze z polskimi drużynami w europejskich pucharach

### Euroliga (2013/2014)
| 18 października 201319:00 | Stelmet Zielona Góra                                      | 73:94(16:23, 12:25, 23:18, 22:28) | Bayern Monachium                         | Hala MOSiR, Zielona Góra Widzów: 4,800 Sędzia: Recep Ankarali (TUR), Elias Koromilas (GRE), Andrej Lovsin (SLO) |
| 18 października 201319:00 | Pkt:Walker, Zamojski 11 Zb:Cel, Hrycaniuk 5 As:Koszarek 7 | 73:94(16:23, 12:25, 23:18, 22:28) | Pkt:Troutman 19 Zb:Bryant 9 As:Delaney 8 | Hala MOSiR, Zielona Góra Widzów: 4,800 Sędzia: Recep Ankarali (TUR), Elias Koromilas (GRE), Andrej Lovsin (SLO) |

| 21 listopada 201320:00 | Bayern Monachium           | 71:78(16:15, 19:16, 17:32, 19:15) | Stelmet Zielona Góra                             | Audi Dome, Monachium Widzów: 5,889 Sędzia: Sasa Pukl (SLO), Seffi Shemmesh (ISR), Sasa Maricic (SRB) |
| 21 listopada 201320:00 | Pkt:Đedović 17 Zb:Bryant 9 | 71:78(16:15, 19:16, 17:32, 19:15) | Pkt:Dragičević 19 Zb:Dragičević 11 As:Koszarek 7 | Audi Dome, Monachium Widzów: 5,889 Sędzia: Sasa Pukl (SLO), Seffi Shemmesh (ISR), Sasa Maricic (SRB) |

### Euroliga (2014/2015)
| 6 listopada 201419:00 | Turów Zgorzelec                              | 89:78(17:22, 25:17, 28:20, 19:19) | Bayern Monachium                              | Regionalne Centrum Sportowe, Lubin Widzów: 2,242 Sędzia: Borys Ryżyk (UKR), Juan Carlos Garcia Gonzales (ESP), Gentian Cici (ALB) |
| 6 listopada 201419:00 | Pkt:Kulig 22 Zb:Kulig, Wright 6 As:Collins 7 | 89:78(17:22, 25:17, 28:20, 19:19) | Pkt:Đedović 16 Zb:Bryant 10 As:Schaffartzik 4 | Regionalne Centrum Sportowe, Lubin Widzów: 2,242 Sędzia: Borys Ryżyk (UKR), Juan Carlos Garcia Gonzales (ESP), Gentian Cici (ALB) |

| 11 grudnia 201420:15 | Bayern Monachium                      | 95:89(16:22, 22:24, 25:26, 32:17) | Turów Zgorzelec                           | Audi Dome, Monachium Widzów: 5,047 Sędzia: Elias Koromilas (GRE), Vicente Bulto (ESP), Saverio Lanzarini (ITA) |
| 11 grudnia 201420:15 | Pkt:Đedović 31 Zb:Bryant 7 As:Gavel 5 | 95:89(16:22, 22:24, 25:26, 32:17) | Pkt:Jaramaz 16 Zb:Dylewicz 6 As:Jaramaz 4 | Audi Dome, Monachium Widzów: 5,047 Sędzia: Elias Koromilas (GRE), Vicente Bulto (ESP), Saverio Lanzarini (ITA) |